# Comarca Emberá-Wounaan
Emberá-Wounaan es una comarca indígena de Panamá. Fue creada en 1983 a partir de dos enclaves ubicados en la provincia de Darién, específicamente de los distritos de Chepigana y Pinogana. Su capital es Unión Chocó. Su extensión abarca 4383,5 km² y posee una población de 9544 habitantes (2010), la mayoría de estos pertenecen a las etnias emberá y wounaan, distribuidas en 40 comunidades.

## Historia
Durante la época colonial a estos aborígenes tanto a la etnia emberá y a la etnia wounaan se les conocía con otros nombres, tales como: citaraes, zirambiraes, citabiraes, chocoes y otros. Entraron al istmo alrededor del siglo XVIII procedentes de la región del Chocó en Colombia. Los últimos estudios indican que antes de la llegada de Colón ocupaban probablemente tierras del Brasil.

## División político-administrativa
La comarca se divide en dos distritos y cinco corregimientos.
| Distritos | Corregimientos                                | Cabecera de distrito |
| --------- | --------------------------------------------- | -------------------- |
| Cémaco    | Cirilo Guaynora, Lajas Blancas, Manuel Ortega | Unión Chocó          |
| Sambú     | Jingurundó, Río Sabalo                        | Puerto Indio         |

## Geografía

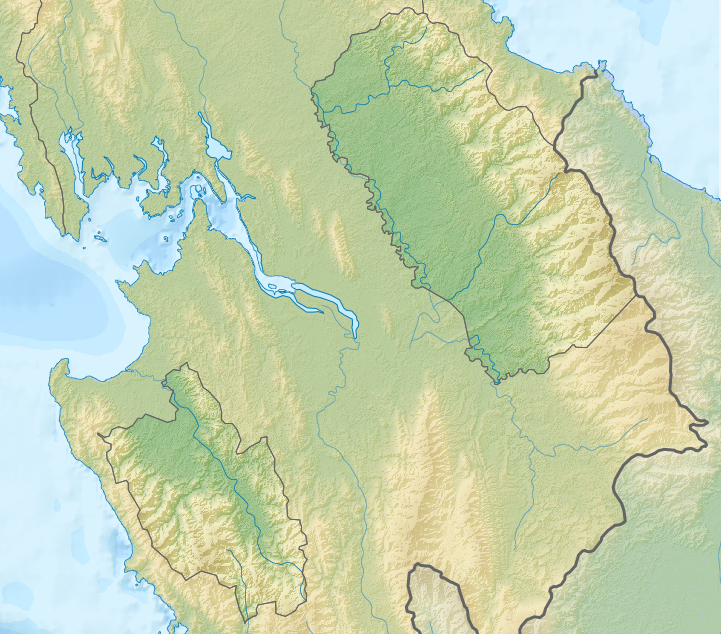
Mapa físico de la Comarca Emberá-Wounaan.

La Comarca Emberá-Wounaan abarca quinientas hectáreas y está dividida en cuarenta y dos comunidades con un total aproximado de nueve mil indígenas.
Este grupo indígena se divide en los wounaan y los emberás. Los primeros habitan las áreas del Darién, diseminados en las orillas de los río Membrillo, Tupiza, Tuira, Río Sabalo y Jingurundó, habitan en la tierra colectiva fuera de la comarca en: Puerto Lara, Balsas, Jaqué, Sambú y Río Bagre. Los emberás habitan en las orillas de los ríos Chucunaque, Tuira, Tupiza y Río Chico y también habitan en la provincia de Panamá: Chagres, Mocambo Abajo, San Antonio, Gamboa y Gatún.
Se ubica en el lado sureste del país, y está cerca de la provincia de Darién y las comarcas Guna Yala, Wargandí, y la Unión Chocó.

## Cultura

### Lengua
Los emberás hablan el “emberá” y los wounaan el “wounaan meu”. Emberá significa "hombre bueno" o "buen amigo". El wounaan meu significa "gente, personas".

### Vivienda
La construyen sobre pilares (palafitas), para protegerlos de las inundaciones de los ríos (son muy resistentes). El techo es cónico, se fabrica utilizando las hojas de la planta conocida como guagara, aunque también utilizan las hojas de la palma real, pero utilizan también otros estilos. El piso es de corteza de palma llamada jira. Duermen sobre esteras que hacen con cortezas de árbol.

### Vestimenta
Los hombres utilizan un taparrabo que llaman guayuco (cubierta) y una faldota artesanal fabricada originalmente con chaquiras plásticas (usada en ocasiones especiales) llamada amburäco, pero cuando van a los pueblos visten camisa y pantalón, aunque actualmente los hombres visten con camisetas y pantalones modernos. Las mujeres utilizan telas paruma y envuelven a manera de falda sus caderas hasta las rodillas y collares alrededor del cuello confeccionados
por sí mismas llamadas chaquiras, y sus cuerpos pintados de jagua (pintura natural producida por una planta).

### Fiestas y ceremonias
El pueblo emberá–wounan utiliza en todos los momentos de ceremonia el agua y al llegar el momento, imita el canto del agua. Sus canciones comienzan en los arroyos más pequeños, se transforma en caudalosos ríos, desemboca en océanos majestuosos y en nubes de trueno y cae sobre la tierra para comenzar de nuevo. Cuando se amenaza el agua, se amenaza a todos los seres vivientes. Hay un tabú sobre dos fogones en una misma casa. Se señaló que la existencia de dos fogones corresponde a los criterios de tabú en vinculación con la enfermedad, la preñez y la menstruación. De acuerdo a ello, el fogón utilizado en la
circunstancia mencionada, se denomina “nío-gua-boin” mientras que el de uso común se llama níogua-kóin.
Se practica el baile guará, ka, kisemie, cadanie y otros. La pintura facial es de uso común en ocasiones rituales, usándose para ello una cera obtenida del insecto llavera y jugo de corteza de bejuco que se cría especialmente en árboles cerca de la casa, tales como el jobo. Otra festividad de gran estima entre los emberá y también en wounan es la llegada de una joven a la pubertad con la menarquia. La misma es aislada dentro de la casa, sin que nadie pueda hablarle, escucharle o tocarle. Sólo puede ingerir alimentos preparados con plátanos y bananos. Una vez finalizado el período de aislamiento, sus padres ofrecen una fiesta, donde abunda la comida y las bebidas fermentadas. En la misma, se le designa oficialmente con un nombre y se le declara apta para el matrimonio.
También existió una festividad relacionada con la pubertad masculina, llamada "krote", la cual ha sido casi abandonada. La misma consistía en la formación de un grupo con aquellos muchachos que les llegaba el cambio de voz. Los mismos eran conducidos fuera del caserío, preferiblemente la selva, donde permanecían incomunicados. Uno de los muchachos del grupo era elegido jefe u Ougún, el cual instruía al resto en cuanto a las tradiciones, caza, ejercicios de guerra y competencias de agilidad. Posteriormente eran sometidos a exámenes y los que aprobaban, se les confería un nombre para toda la vida.

### Artesanías
Las mujeres de la etnia wounaan confeccionan objetos de cerámica de barro y la cestería de fibra vegetal como canastas, esteras y adornos. Los hombres Wounaan realizan trabajos con la madera como piraguas, bancas, remos, tapas de ollas, y trabajan la tagua (marfil vegetal) entre otros. Destacan también por sus elaboradas y finas cestas, los tallados de madera de alta calidad y los bastones de mando, madera confeccionada de acuerdo con la jerarquía del cargo ocupado en el Congreso General Emberá-Wounaan.

## Organización política y social

### Organización política
La organización política de los Emberá-Wounan existió a partir de 1968 y 1969, año en que se celebró el Primer Congreso Indígena en Alto de Jesús, provincia de Veraguas. Allí fueron escogidos los primeros caciques Emberá. Se basaron para su organización en el modelo guna. La Comarca fue oficialmente reconocida por la ley 22, aprobada por la Asamblea Nacional el 8 de noviembre de 1983. La comarca se administra a través de una estructura de gobierno tradicionalmente democrático, dirigido por un Cacique General, electo por el Congreso General, en el que el pleno de la población adulta tiene voz y voto. Su congreso general puede destituir al cacique. Ellos se rigen según sus creencias, así que de ese mismo modo es su división.

### Instituciones de gobierno

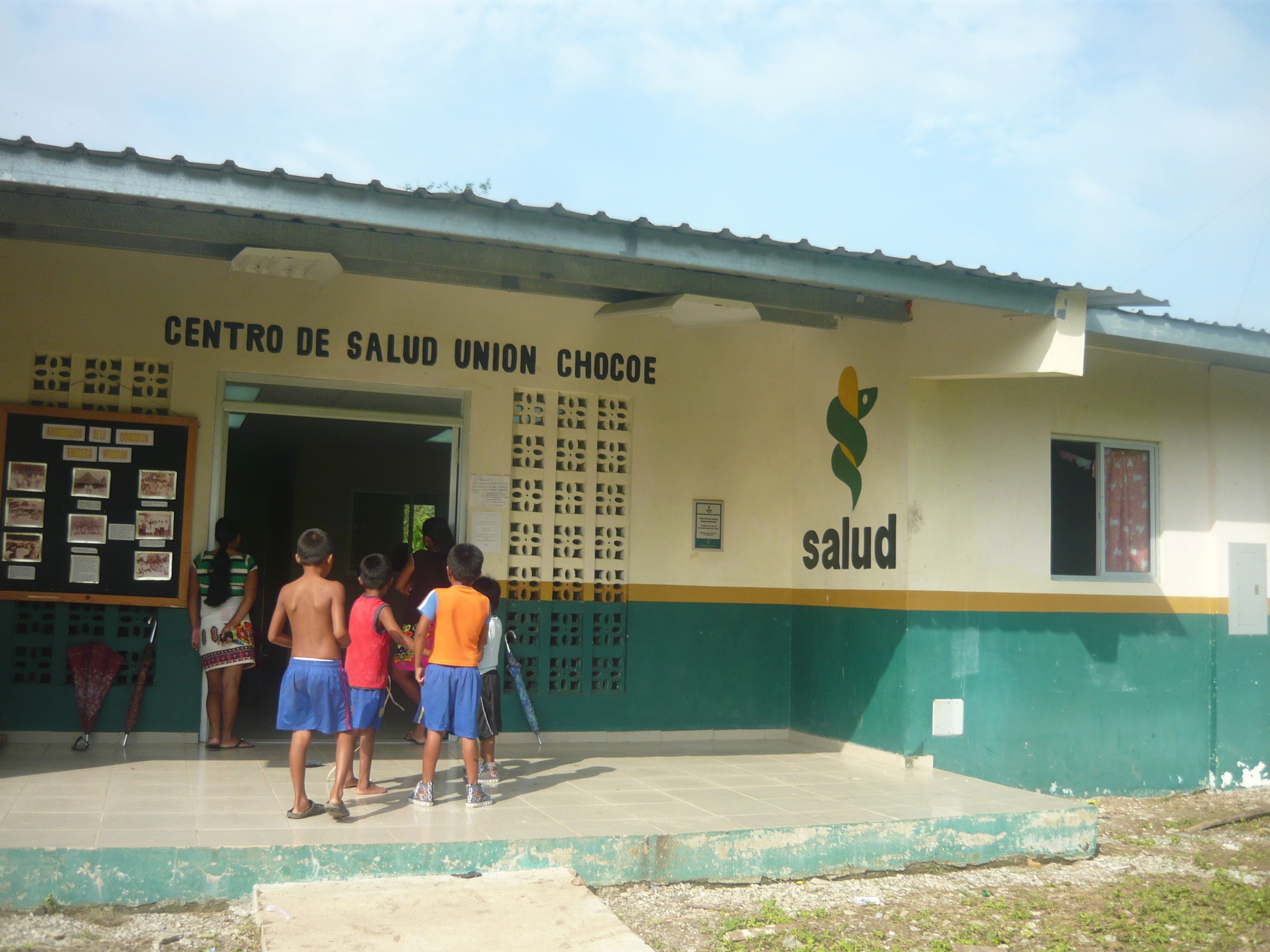
Centro de salud Unión Chocóe de la comarca Emberá-Wounaan

En la comunidad de Unión Chocó se encuentra las instituciones públicas del gobierno como la Regional MIDES, Regional MEDUCA, Regional MEF, Regional IFARHU, Gobernación Comarcal, Alcaldía Municipal Comarcal, Puesto Fronterizo de SENAFRONT, Tribunal Electoral (Extensión Oficina Unión Choco Cémaco), y el Juzgado Municipal Comarcal. Esta comunidad está ubicada en la ribera del Río Tuira, el Noko de esta comunidad actual es el sr. Hugo Pacheco, también conocido como ÖgÖ.
Esta comunidad cuenta con luz eléctrica, sistema de agua potable las 24 horas; en el 2013 se abrió el Centro de la Universidad de Panamá, CEBG primaria secundaria Bachiller en Ciencias y nocturna de Comercio y Turismo, un centro de salud con dos médicos de la Etnia Emberá.
También está la comunidad El Salto de Chucunaque como la capital tradicional, donde está la Sede o la Oficina Central del Gobierno Tradicional de la Comarca Emberá-Wounaan, donde se encuentra el Cacique general, Presidente del Congreso general, los Caciques Regionales y también está el presidente del Consejo de Nokora y son gente pacíficas. Es una comunidad avanzada que cuenta con agua potable, luz eléctrica las 24 horas, viviendas, canchas de basketball y también cuenta con una carretera desde la Carretera Panamericana hasta llegar al Puerto del Río Chucunaque.

### Organización social
La familia se basa en la monogamia. Prefieren el matrimonio entre miembros de su propia tribu. A pesar de ello se les observa mezclados con grupos no indígenas. Los emberá wounaan son grupos trabajadores. Los curanderos o "jaibanaes" ocupan un lugar importante; realizan sesiones curativas o rituales impresionantes. La pintura del cuerpo es un aspecto tradicional en los Emberá. Obtienen colores de plantas como el jagua (Kipará), el achiote (Kanyí).
Las mujeres durante las celebraciones se visten de forma sencilla y se adornan con collares de chaquiras y de plata. Los hombres utilizan atuendos más llamativos como el amburá o ceñido de cadera. El vestido de gala de ellos consiste en corona, aretes y brazaletes confeccionados con plata.

## Economía
La agricultura es la principal actividad. Cultivan sobre todo plátano, producto con el cual comercian; siembran maíz, arroz, tubérculos, como ñame, yuca y otros. Otras ocupaciones son: la pesca, la caza, la cría de animales de corral, y la recolección de plantas. Recogen todo lo que se produce desde la tierra. Les gusta la arquitectura.

### Agricultura y arquitectura
La arquitectura y agricultura son muy especiales y demuestran un nivel de profesionalismo inmenso. Este grupo de personas dependen de la agricultura y aunque no son muy sofisticados también tienen viviendas acordes.

## Deportes
Practican varios juegos, uno de ellos consiste en probar fuerza y lo llaman "el lagarto". En la actualidad tienen como tradición la celebración de partidos de baloncesto fútbol, son dos deportes que les gusta jugarlo y existe gran rivalidad entre las comarcas.

## Transporte
Utilizan la piragua, canoa que construyen con madera de espavé, cedro, cedro espino, y pino amarillo. La vida de los Emberá se desenvuelve en torno a los ríos. También suelen utilizar como medio de transporte los burros y los caballos para moverse en el interior de la comarca.

## Educación
La comunidad de El Salto de Chucunaque cuenta con una escuela Primaria y Secundaria, con Método de Estudio TELE-Bachiller en letras (Nocturnas). 